# 霍爾茨巴赫河 (迪科普斯巴赫河支流)
50°48′19.85″N 6°55′0.86″E / 50.8055139°N 6.9169056°E
霍爾茨巴赫河（德語：Holzbach），是德國的河流，位於該國西部，處於北萊茵-威斯特法倫州，屬於迪科普斯巴赫河的右支流，河道全長2.9公里，流域面積2平方公里。